# Echauri
Echauri (oficialmente en euskera: Etxauri) es un municipio español de la Comunidad Foral de Navarra, situado en la merindad de Pamplona, a orillas del río Arga y a 13 kilómetros de la capital de la comunidad Pamplona. Su población en 2024 era de 662 (INE). Muchos escaladores practican la escalada en las montañas de la zona.

## Toponimia
Generalmente se ha considerado que el topónimo proviene de la lengua vasca y está compuesto por etxa (variante de etxe, casa) y uri (villa o pueblo en euskera); significando por tanto pueblo de las casas. Filólogos como Julio Caro Baroja o Ricardo Ciérbide dieron esta explicación a este topónimo. Mikel Belasko en su obra Diccionario etimológico de los nombres de los pueblos, villas y ciudades de Navarra alerta de que esta explicación presenta un importante inconveniente, ya que uri o uli es un término común de la toponimia en Vizcaya, Álava y La Rioja, donde se habla o se habló el dialecto occidental del euskera, pero es casi inexistente en Navarra, donde solo se da este caso y otro en el Valle de Lana en la frontera con Álava (Ulíbarri). La palabra equivalente a uri en los dialectos navarros del euskera es hiri. Por ello Belasko considera que el topónimo puede tener otro origen distinto del que parece evidente.
Tradicionalmente el topónimo se ha escrito Echauri, pero desde 1992 el único nombre oficial es Etxauri, adaptación del nombre tradicional a la ortografía moderna de la lengua vasca. El gentilicio proviene del euskera y es echauritarra o etxauritarra, dependiendo de si se escribe con ortografía castellana o vasca, aplicable tanto al masculino como al femenino.

## Historia
Se han encontrado algunas huellas de diversas culturas prehistóricas. El documento escrito más antiguo data del año 1055-1069 y en él aparece el nombre de Echauri como “señorío de realengo”. Fue residencia del rey en la Edad Media y la catedral de Pamplona tenía algunas pertenencias allí. Carlos III de Navarra en 1388 dona las pechas del lugar a Beltrán Enríquez de Lacarra y sus sucesores, pero les fueron confiscadas por el príncipe Carlos de Viana en 1453. En 1513 las cobra con título de compra a carta de gracia Antonia de Olleta, señora de Eriete. En 1712 el pueblo redimió la pecha que por entonces pagaba al real patrimonio por 1600 pesos.
Hacia 1800 el valle de Echauri estaba constituido por diez pueblos, además de Echauri por Elío, Ciriza, Echarri, Vidaurreta, Belascoáin, Arraiza, Zabalza, Ubani y Otazu, situados cinco en una banda del río Arga y los otros cinco en la otra, comunicados por el puente de Belascoáin hasta que se lo llevó una avenida en 1787; fue reconstruido años después aunque en la primera guerra carlista fue volado por el conde de Belascoáin. Cada pueblo elegía sus regidores pero existía un diputado que se elegía por rotación para el gobierno de los asuntos comunes. El valle se deshizo en 1846 al sobrevenir la reforma de la administración local; desapareció como unidad administrativa y cada pueblo quedó como ayuntamiento independiente. En la guerra de la Independencia (1808-1812) muchos etxauriarras formaron parte del Corso terrestre de Mina el Mozo y de las partidas de guerrilleros; el 10 de mayo de 1811 fue fusilado por los franceses, por colaborar con la guerrilla, el regidor del pueblo José de Unanua.

## Demografía
Echauri cuenta con una población de 662 habitantes (INE 2024).
| Gráfica de evolución demográfica de Echauri entre 1842 y 2021 |
| |
| Población de derecho según los censos de población del INE Población de hecho según los censos de población del INEEn estos censos se denominaba Echauri: 1842, 1857, 1860, 1877, 1887, 1897, 1900, 1910, 1920, 1930, 1940, 1950, 1960, 1970, 1981 y 1991 |

### Comunicaciones
| Eskualdeko Hiri Garraioa/Transporte Urbano Comarcal |   |
| Taxi Iruñerria                                      |   |
| Zona                                                | B |
| Estaciones                                          |   |

## Economía
La economía de Echauri se basa en los cultivos de secano (cereales, etc.) y la pequeña industria (canteras y construcción). Echauri es muy famoso por sus cerezas. También posee una central hidroeléctrica. Más de la mitad de la población trabajadora, lo hace en el segundo sector y más de un cuarto en el tercero.
|-
Echauri también cuenta con unas bodegas, rodeadas por una gran extensión de viñedos.

## Administración y política
Su Ayuntamiento está regido por alcalde y seis concejales. La secretaría está compartida con Ciriza, Echarri y Vidaurreta.
| legislatura | Nombre del alcalde           | Candidatura         |
| ----------- | ---------------------------- | ------------------- |
| 1979-1983   | Esteban Astiz Cía            | Independiente       |
| 1983-1987   | Pedro Unzué Ecay             | UI Sarvil           |
| 1987-1991   | Francisco Javier Cía Larumbe | Unidad de Echauri   |
| 1991-1995   | Emilio Satrústegui Aizcorbe  | Candidatura Popular |
| 1995-1999   | Alejandro Labiano Irujo      | Candidatura Popular |
| 1999-2003   | Alejandro Labiano Irujo      | Candidatura Popular |
| 2003-2007   | José Javier Erro Larrea      | Candidatura Popular |
| 2007-2011   | José Javier Erro Larrea      | Candidatura Popular |
| 2011-2015   | Santiago Huarte Astiz        | AI Etxauritarra     |
| 2015-       | Idoia Aritzala Etxarren      | EH Bildu            |

| Partido político                                      | 2015  | 2015       | 2011  | 2011       | 2007  | 2007       | 2003  | 2003       | 1999  | 1999       | 1995  | 1995       |
| Partido político                                      | %     | Concejales | %     | Concejales | %     | Concejales | %     | Concejales | %     | Concejales | %     | Concejales |
| Euskal Herria Bildu (EH Bildu)                        | 49,48 | 4          | —     | —          | —     | —          | —     | —          | —     | —          | —     | —          |
| Etxauritarra Agrupación Independiente (EAI)           | 45,08 | 3          | 50,81 | 4          | —     | —          | —     | —          | —     | —          | —     | —          |
| Herri Kandidatura-Candidatura Popular (HK-CP)         | —     | —          | 47,30 | 3          | 76,34 | 7          | 75,78 | 7          | 54,94 | 4          | 51,32 | 4          |
| Agrupación Electores Independientes de Etxauri (AEIE) | —     | —          | —     | —          | —     | —          | —     | —          | 42,09 | 3          | —     | —          |
| Unión del Pueblo Navarro (UPN)                        | —     | —          | —     | —          | —     | —          | —     | —          | —     | —          | 31,25 | 2          |
| Unidad de Echauri (UE)                                | —     | —          | —     | —          | —     | —          | —     | —          | —     | —          | 16,78 | 1          |

## Cultura

### Patrimonio

#### Monumentos religiosos
La iglesia de Santa Eulalia es de la Edad Media, pero tiene es aspecto de haber sido restaurada en el siglo XVIII. Tiene una planta en cruz latina y la cúpula y el retablo son neoclásicos.

#### Monumentos civiles
Lo que en su día fueron casas torre hoy son casas de pastores. También se pueden observar en diferentes edificaciones portadas góticas

### Deporte
Una de las actividades deportivas más practicadas en Echauri es la escalada. Las paredes del monte Echauri hacen que numerosos aficionados a dicho deporte acudan a ellas a practicarlo.
En el pueblo se encuentra la escuela de escalada más importante de Navarra.[cita requerida]
Es muy conocido también el Cross de Echauri, que se celebra cada mes de marzo. El Cross de Etxauri es una carrera popular de inscripción gratuita. Con múltiples distancias desde 500 m hasta 7000 m es apta para todas las edades.
La subida al alto de Larreaundi (alto de Echauri):
El trazado actual parte de la plaza de Echauri, a 407 m, acabando en el alto de Echauri (Larreaundi) a 840 m. Con el trazado actual, se afronta un desnivel de 433 m en tan sólo 7 km, dando lugar a una pendiente media del 6,4 %, con tramos que llegan a superar el 7 % de pendiente.
El récord de la prueba con el recorrido actual corresponde a Carmelo Comas con un tiempo de 26' 34 marcado en 1997. Al finalizar la prueba se realiza el tradicional evento del levantamiento de piedra.
La "Piedra de Echauri" o Etxauriko Harria es una piedra natural e irregular de 136.5 kg que hace que sea muy difícil levantarla. Con esta piedra se hacían apuestas en la mitad del siglo XX. Esta tradición se recuperó el año 2000. El premio para el vencedor es el peso de la piedra en vino. Actualmente el récord esta en manos de Aimar Irigoien (2010) con 14 alzadas. Esta prueba y el Cross se celebran el último domingo de marzo.

### Fiestas
La patrona del pueblo es Santa Eulalia (diciembre) pero las fiestas patronales se celebran en junio en honor de san Antonio (13 de junio).

## Personas destacadas
- Ramón Esparza e Iturralde (1825-1907): escritor carlista.
- Esteban Ezcurra Arraiza (1888-1964): político tradicionalista y comandante jefe de los requetés de Navarra durante la guerra civil española.
- Aihen Muñoz Capellán (1997): futbolista de la Real Sociedad.[12]